# Дынт

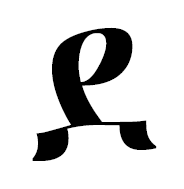
Дэ

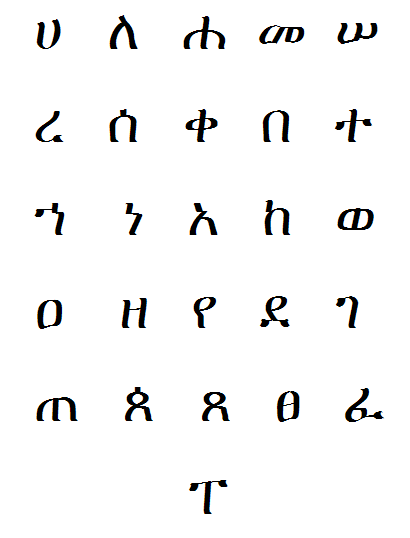

Дынт (амх.ድንት) или дылт (амх. ድልት) — буква эфиопского алфавита геэз, обозначает звонкий альвеолярный взрывной согласный /d/. Гематрия — 4 (четыре).
- ደ — дынт геэз дэ
- ዱ — дынт каэб ду
- ዲ  — дынт салис ди
- ዳ  — дынт рабы да
- ዴ  — дынт хамыс де
- ድ  — дынт садыс ды (д)
- ዶ  — дынт сабы до